# Prosenická Lhota
Prosenická Lhota è un comune della Repubblica Ceca facente parte del distretto di Příbram, in Boemia Centrale.